# Arctostaphylos columbiana
Arctostaphylos columbiana är en ljungväxtart som beskrevs av Charles Vancouver Piper. Arctostaphylos columbiana ingår i släktet mjölonsläktet, och familjen ljungväxter. Inga underarter finns listade i Catalogue of Life.

## Bildgalleri

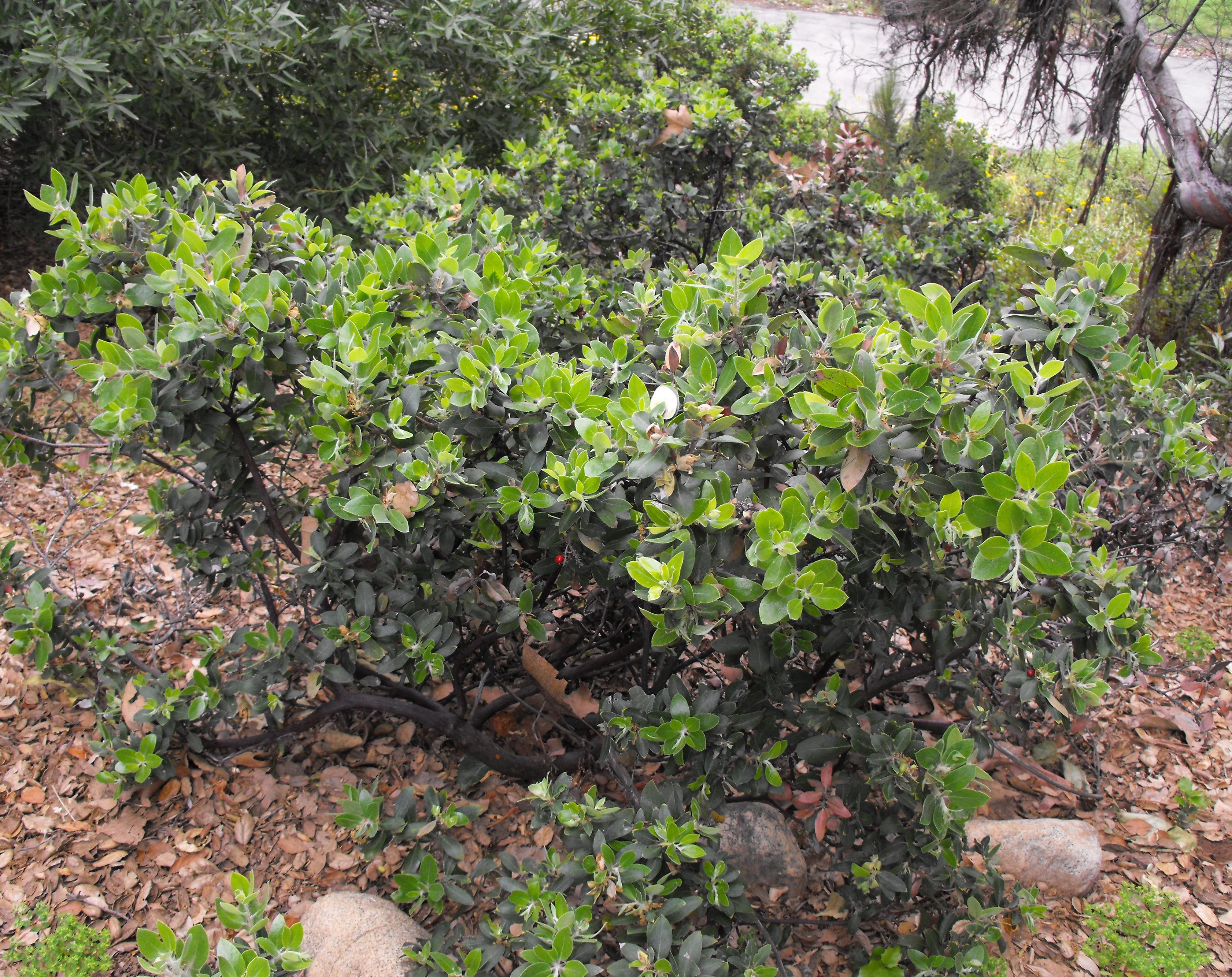